# Scheme (programski jezik)
Scheme je multiparadigmatski programski jezik opšte namene. Nastao je 1970-ih godina pod uticajem jednog imperativnog (Algol-60) i jednog funkcionalnog (Lisp) programskog jezika. Scheme je u početku bio zvan "Schemer", u skladu sa tradicijom imenovanja jezika koji potiču od Lisp-a (kao što su npr. Planner ili Conniver).
Scheme su 1975. godine predstavili Gerald J. Sussman i Guy L. Steele serijom papira na koje se sada referiše kao "Lambda papiri". Razvijen je u MIT-ovim laboratorijama, prvobitno namenjen za istraživanja i podučavanje studenata.
Smatra se jednim od dva glavna dijalekta programskog jezika Lisp. Za razliku od Common Lisp-a, drugog glavnog dijalekta, Scheme prati filozofiju
minimalističkog dizajna definisanjnem malog standardnog jezgra jezika (primitivnih konstrukata), ali sa moćnim alatima za proširenje jezika. Jezik definišu dva standarda:
- – službeni standard[1]
- standard

Poslednji ratifikovan je R7RS (2013), dok je najčešče implementiran standard R5RS (1998).
Zbog svoje kompaktnosti i elegancije, Scheme je programski jezik koji se koristi u raznovrsne namene. Međutim, zbog svoje minimalističke
filozofije i standarda, nastale su i raznovrsne implementacije i nadogradnje jezika, što dovodi do nekompatibilnosti kodova pisanih u
različitim implementacijama. Razilaženja u implementacijama su mnogobrojna, toliko da Scheme-ov upravni odbor naziva Scheme "najnekompatibilnijim programskim jezikom na svetu", pritom govoreći radije o Scheme-u kao o kolekciji dijalekata umesto jedinstvenom jeziku.

## Razvoj jezika

### Poreklo
je nastao 1970-ih kao pokušaj da se razume Carl Hewitt-ov matematički Actor model. U tu svrhu su Sussman i Steele napisali “mali Lisp prevodilac”, koristeći se dijalektom MacLisp kome su pridodali mehanizam za kreiranje aktera i slanje poruka.

### Uticaj
je prvi dijalekat Lisp-a koji je zahtevao samu implementaciju kako bi se izvela eliminacija repne rekurzije, dajući time veću podršku funkcionalnom programiranju, kao i drugim tehnikama koje koriste rekurziju. Smatra se da je Scheme imao veliki uticaj na nastanak i razvoj drugog dijalekta Lisp-a, Common Lisp jezika.

### standard
Prethodni standard R6RS je izazvao mnogo kontroverznosti zbog svoje glomaznosti, što je odudaralo od prvobitne minimalističke filozofije. Stoga je Scheme-ov upravni odbor koji nadgleda standardizacije 2009. godine objavio nameru da se Scheme podeli na dva jezika – jedan veliki moderni programski jezik pogodan za praktičnu upotrebu i jedan mali pogodan za istraživanja, koji bi bio podskup velikog, pri čemu bi se zadržao samo minimalni podskup podržanih koncepata.

## Karakteristike jezika
je prvi, u familiju Lisp jezika, uveo statički doseg identifikatora (енгл. static (lexical) scope). Memorijski prostor za podatke se alocira dinamički i automatski dealocira pomoću sakupljača otpada (енгл. garbage collector). Scheme je jako tipiziran programski jezik, čiji se parametri prenose po vrednosti. Funkije u Scheme-u se tretiraju jednako sa ostalim tipovima podataka. Scheme ima svojstvo homoikoničnosti. Implementacije repne rekurzije se obavljaju pomoću naredbi skoka, pa se time izbegava nepotrebna upotreba memorijskog prostora.

### Tipovi podataka

#### Bulov tip podatka
U Scheme-u dve Bulove vrednosti se označavaju sa #t za tačno i #f za netačno (ili #T i #F), ali se i prazna lista može koristiti kao oznaka za netačno u nekim implementacijama, dok je bilo koja neprazna lista oznaka za tačno. Za proveru da li je neki tip podatka Bulov, koristi se predikatska funkcija boolean?.
```
(
boolean?
 
#t
)

===>
 
#t

(
boolean?
 
"Hello, World!"
)

===>
 
#f

```

Funkcija not se koristi za invertovanje Bulovih vrednosti.
```
(
not
 
#f
)

===>
 
#t

(
not
 
#t
)

===>
 
#f

(
not
 
"Hello, World!"
)

===>
 
#f

```

Poslednji primer ilustruje da će Scheme svaku vrednost različitu od #f tretirati kao #t.

#### Numerički tipovi
Numerički tipovi u Scheme-u su: celobrojni (42), racionalni (22/7), realni (3.14) i kompleksni (2+3i). Celobrojni tipovi ne moraju biti zapisani dekadno, već mogu i binarno, oktalno ili heksadekadno, pomoću prefiksa #b, #o, #x. Na primer, #b1010 je zapis broja deset u binarnom sistemu.

#### Karakteri
Karakteri u Scheme-u se predstavljaju pomoću prefiksa #\ ispred željenog karaktera. Na primer, #\c predstavlja karakter c. Neki karakteri, kao što su beline, imaju opisna imena: #\newline, #\tab, #\space. Za proveru da li je tip podatka karakter, koristi se predikatska funkcija char?. Još neke od predikatskih funkcija za rad sa karakterima su: char=?, char<?, char<=?, char>?, char>=? (ako char zamenimo sa char-ic, dobijamo funkcije koje ne prave razluku između malih i velikih slova). Primeri:
```
(
char?
 
#\c
)

===>
 
#t

(
char?
 
1
)

===>
 
#f

(
char?
 
#
\
;)

===>
 
#t

(
char=?
 
#\a
 
#\a
)

===>
 
#t

(
char<?
 
#\a
 
#\b
)

===>
 
#t

(
char>=?
 
#\a
 
#\b
)

===>
 
#f

(
char-ci=?
 
#\a
 
#\A
)

===>
 
#t

(
char-ci<?
 
#\a
 
#\B
)

===>
 
#t

```

Za konverziju velikih u mala slova i obrnuto, koriste se funkcije char‑downcase i char‑upcase.

#### Simboli
Simboli se koriste kao identifikatori. Zadaju se sekvencom karaktera i jedino ograničenje prilikom zadavanja imena simbola jeste da se ne pomešaju sa ostalim tipovima podataka. Tako, simbol može biti ovo-je-simbol, <=>, !#$*, i24o, ali ne 16, -i, #t, "ovo-je-string". Zbog upotrebe kao identifikatora, simboli se evaluiraju u onu vrednost koju imenuju. Da ih Scheme ne bi tako evaluirao, potrebno je koristiti standardnu formu quote:
```
(
quote
 
xyz
)

===>
 
xyz

```

Zbog česte upotrebe, moguće je quote zameniti sa ', pa je (quote xyz) ekvivalentno sa 'xyz.
Za proveru da li je neki tip podatka simbol, koristi se predikatska funkcija symbol?:
```
(
define
 
xyz
 
10
)

(
symbol?
 
'xyz
)

===>
 
#t

(
symbol?
 
xyz
)

===>
 
#f
 
; jer se xyz evaluira kao 10

(
symbol?
 
42
)

===>
 
#f

```

#### Niske i vektori
Niske (stringovi) predstavljaju nizove karaktera. Definišu se umetanjem željenih karaktera između dva znaka navodnika.
```
"Zdravo, svete!"

===>
 
"Zdravo, svete!"

```

Vektori su slični niskama, ali njihovi elementi ne moraju biti isključivo karakteri. Dakle, vektori za svoje elemente mogu imati bilo šta, pa čak i same vektore. Vektori imaju znak # kao svoj prefiks, za kojim sledi par zagrada u kojima su navedeni elementi, isključivo odvojeni razmakom. Na primer, #(0 1 2 3).

Funkcije za rad sa niskama i vektorima su gotovo identične. Za kreiranje niske, odnosno vektora, koristi se funkicja string, odnosno vector.Za alokaciju niske (vektora) određene dužine, koristi se make-string (make-vector).Postavljane pojedinačnih elemenata niske (vektora) na određenu vrednost se vrši pomoću funkcije string-set! (vector-set!). Za referisanje na pojedinačan element niske (vektora), koristi se string-ref (vector-ref). Provera da li je niska (vektor) se obavlja predikatskom funkcijom string? (vector?).
```
(
define
 
zdravo
 
(
string
 
#\Z
 
#\d
 
#\r
 
#\a
 
#\v
 
#\o
))

zdravo

===>
 
"Zdravo"

(
string-ref
 
zdravo
 
0
)

===>
 
#\Z

(
define
 
v
 
(
make-vector
 
2
 
0
))

v

===>
 
#
(
0
 
0
)

(
vector-set!
 
v
 
0
 
10
)

v

===>
 
#
(
10
 
0
)

```

#### Uređeni parovi i liste
Par je struktura podataka koja se sastoji od dva elementa,1178-1990 IEEE Standard for the Scheme Programming Language; IEEE proizvoljnog tipa. Elementi para se tradicionalno označavaju sa car, prvi element para i cdr, drugi element para. Upravo tako izgledaju i funkcije za pristup elementima para, car i cdr. Za konstrukciju para se koristi funkcija cons.
```
(
cons
 
1
 
#t
)

===>
 
(
1
 
.
 
#t
)

(
car
 
(
cons
 
1
 
#t
))

===>
 
1

(
cdr
 
(
cons
 
1
 
#t
))

===>
 
#t

```

Liste su specijalni slučaj ugnježdenih parova. Kod lista svaki drugi član para je opet par, sve do poslednjeg koji sadrži praznu listu,, kao svoj drugi element.
```
(
cons
 
1
 
(
cons
 
2
 
(
cons
 
3
 
(
cons
 
4
 
'
))))

===>
 
(
1
 
2
 
3
 
4
)

```

#### Konverzije između tipova podataka
poseduje veliki broj funkcija za konverziju jednog tipa podatka u drugi. U tabeli Standardne procedure definisane R5RS standardom su navedeni tipovi konverzija koje Scheme podržava. Primer:
```
(
string->list
 
"hello"
)

===>
 
(
#\h
 
#\e
 
#\l
 
#\l
 
#\o
)

(
number->string
 
16
)

===>
 
"16"

(
string->number
 
"16"
)

===>
 
16

(
string->number
 
"Ovo nije broj!"
)

===>
 
#f

(
string->number
 
"1010"
 
2
)

===>
 
10
 
; jer je "1010" zapis boja deset u binarnom sistemu

```

### Primitivne numeričke funkcije
sadrži primitivne funkicje za osnovne aritmetičke operacije. To su +, -, * i / za sabiranje, oduzimanje, množenje i deljenje. + i * mogu imati nula ili više parametara. Ako se +, odnosno *, pozove bez parametara, vraća se 0, odnosno 1. U slučaju da se proslede argumenti, vrši se njihovo sabiranje, odnosno množenje. - i / mogu imati jedan ili više parametara. Za -, u slučaju više od jednog argumenta, od prvog se oduzimaju ostali, a slično i za /. U slučaju jednog argumenta, za - se vraća suprotan broj vrednost, a za / recipročna vrednost. Primeri:
| Izraz          | Rezultat |
| -------------- | -------- |
| 175            | 175      |
| (+)            | 0        |
| (* 7 8)        | 56       |
| (+ 10 12 14)   | 36       |
| (- 24 (* 2 6)) | 12       |
| (/ 28 7 2)     | 2        |
| (/ 4)          | 0.25     |

Postoji i veliki broj drugih numeričkih funkcija u Scheme-u, među kojima su mod, round, max, min, log, sin, expt i sqrt.

### Numeričke predikatske funkcije
Predikatska funkcija je ona koja vraća Bulov tip podatka. Scheme poseduje kolekciju predikatskih funkcija za numeričke tipove. Među njima su:
| Funkcija  | Značenje                  |
| --------- | ------------------------- |
| =         | Jednako                   |
| <>        | Različito                 |
| >         | Veće od                   |
| <         | Manje od                  |
| >=        | Veće ili jednako          |
| <=        | Manje ili jednako         |
| number?   | Da li je broj?            |
| integer?  | Da li je ceo broj?        |
| rational? | Da li je racionalan broj? |
| real?     | Da li je realan broj?     |
| complex?  | Da li je kompleksan broj? |
| even?     | Da li je paran?           |
| odd?      | Da li je neparan?         |
| zero?     | Da li je nula?            |

Imena svih predikatskih funkcija se završavaju upitnikom.

### Definisanje funkcija
program jeste kolekcija funkcija, pa pisanje programa podrazumeva definisanje velikog broja funkcija. Bezimena funkcija se konstruiše pomoću ključne reči lambda i predstavlja lambda izraz. Na primer, (lambda (x) (* x x)) je bezimena funkcija koja vraća kvadrat svog numeričkog argumenta. Ova funkcija se može koristiti kao i bilo koja imenovana funkcija, tako što se stavi na početak liste koja sadrži argument funkcije. Na primer, sledeći izraz vraća 49:
```
((
lambda
 
(
x
)
 
(
*
 
x
 
x
))
 
7
)

```

Lambda izrazi mogu imati i veći broj argumenata.

Scheme-ova funkcija specijalne forme define služi da veže ime za vrednost ili lambda izraz. (define simbol izraz) se koristi da veže ime za vrednost. Na primer:
```
(
define
 
pi
 
3.14159
)

(
define
 
two_pi
 
(
*
 
2
 
pi
))

```

Nakon ovoga pi će se interpretirati kao 3.14159, a two_pi kao 6.28318.
Druga upotreba define funkcije jeste da veže lambda izraz za ime. U ovom slučaju, define uzima dve liste kao argumente. Prva sadrži prototip funkcije, ime za kojim slede argumenti. Druga sadrži izraz za koji se ime vezuje. Ovo se može opisati sledećim izrazom,

define (ime_funkcije parametri) (izraz))
Primer korišćenja:
```
(
define
 
(
kvadrat
 
broj
)

 
(
*
 
broj
 
broj
)

)

(
kvadrat
 
5
)

===>
 
25

```

Još jedan primer:
```
(
define
 
(
hipotenuza
 
kateta1
 
kateta2
)

 
(
sqrt
 
(
+
 
(
kvadrat
 
kateta1
)
 
(
kvadrat
 
kateta2
)))

)

(
hipotenuza
 
3
 
4
)

===>
 
5

```

### Kontrola toka
Postoji više načina kontrole toka u Scheme-u.
Na primer, pomoću funkcije if koja ima tri parametra i koja je opšteg oblika (if predikat then_izraz else_izraz). Primer:
```
(
define
 
(
pozitivan
 
x
)

(
if
 
(
>
 
x
 
0
)
 
#t
 
#f
)

)

(
pozitivan
 
5
)

===>
 
#t

```

Dalje, korišćenjem funkicje specijalne forme cond. cond nema fiksiran broj parametara i svaki parametar predstavlja par, predikat - izraz. Uopšteni oblik ove funkcije izgleda ovako:

(cond
(predikat1 izraz1)
(predikat2 izraz2)
. . .
(predikatN izrazN)
[(else izrazN+1)]
)

Predikati parametara se evaluiraju jedan po jedan, počevši od prvog navedenog, sve dok se neki ne evaluira na #t. Potom se evaluira izraz iza prvog tačnog predikata i njegova vrednost predstavlja vrednost cond funkcije. Ako nijedan predikat nije tačan, onda se evaluira izraz iza else, ako postoji, i njegova vrednost se vraća. Ako ne postoji else i nijedan predikat nije tačan, vrednost funkcije cond nije definisana. Primer:
```
(
define
 
(
prestupna?
 
godina
)

 
(
cond

 
((
zero?
 
(
mod
 
godina
 
400
))
 
#t
)

 
((
zero?
 
(
mod
 
godina
 
100
))
 
#f
)

 
(
else
 
(
zero?
 
(
mod
 
godina
 
4
)))

))

(
prestupna?
 
2016
)

===>
 
#t

```

Specijalan slučaj funkcije cond jeste funkicja case.

Još jedan način za kontrolu toka jeste rekurzija. Primer:
```
(
define
 
(
faktorijel
 
n
)

 
(
if
 
(
<=
 
n
 
1
)

 
1

 
(
*
 
n
 
(
faktorijel
 
(
-
 
n
 
1
)))

))

(
faktorijel
 
5
)

===>
 
120

```

Pored ovih funkcija, postoje još when i unless.

### Rad sa listama
Pre samih funkicja za rad sa listama, neophodno je napomenuti neizostavnu primenu primitivne funkcije quote. Naime, da ne bi došlo do pokušaja interpretiranja liste kao funkcije, odnosno pokušaja evaluacije elemenata liste, koristi se funkcija quote (') koja će vratiti samu listu.

Pored već vićenog načina za kreiranje liste, preko ugnježdenih parova, Scheme nudi i pregledniju opciju pomoću funkcije list.
```
'
(
1
 
2
 
3
 
4
)

===>
 
(
1
 
2
 
3
 
4
)

(
list
 
1
 
2
 
3
 
4
)

===>
 
(
1
 
2
 
3
 
4
)

```

Funkcija car vraća glavu liste, odnosno prvi element liste, a cdr vraća rep liste, odnosno ostatak liste.
```
(
car
 
'
(
A
 
B
 
C
))

===>
 
A

(
cdr
 
'
(
A
 
B
 
C
))

===>
 
(
B
 
C
)

(
define
 
(
drugi
 
lista
)
 
(
car
 
(
cdr
 
lista
)))

(
drugi
 
'
(
A
 
B
 
C
))

===>
 
B

```

Kompozicije funkcija, do četiri funkcije, car i cdr je moguće zapisati pomoću jedne funkcije. Tako, (caar x) je ekvivalentno sa (car (car x)), (cadr x) sa (car (cdr x)), (caddar x) je ekvivalentno sa (car (cdr (cdr (car x))))...
```
(
define
 
(
treci
 
lista
)
 
(
caddr
 
lista
))

(
treci
 
'
(
jabuka
 
kruska
 
banana
))
 
; lista simbola

===>
 
banana

```

Pristup elementima liste se vrši pomoću list-ref funkcije, dok list-tail funkcija vraća rep liste počev od zadatog elementa.
```
(
define
 
a
 
(
list
 
1
 
2
 
3
 
4
))

(
list-ref
 
a
 
1
)

===>
 
2

(
list-ref
 
a
 
3
)

===>
 
4

(
list-tail
 
a
 
0
)

===>
 
(
1
 
2
 
3
 
4
)

(
list-tail
 
a
 
2
)

===>
 
(
3
 
4
)

```

Funkcija cons je, na neki način, inverzna funkcijama car i cdr. Ona konstruiše listu od date glave i repa. Dakle, ako je data neka lista a, rezultat sledeće kompozicije funkcija (cons (car a) (cdr a)) jeste upravo početna lista a.
```
(
cons
 
'A
 
'
)

===>
 
(
A
)

(
cons
 
'A
 
'
(
B
 
C
))

===>
 
(
A
 
B
 
C
)

(
cons
 
'

 
'
(
A
 
B
))

===>
 
(
 
A
 
B
)

(
cons
 
'
(
A
 
B
)
 
'
(
C
 
D
))

===>
 
((
A
 
B
)
 
C
 
D
)

```

Predikatska funkcija null? proverava da li je lista prazna i, kao za sve tipove podataka, postoji funkcija za proveru tipa, list?.
```
(
list?
 
'
(
1
 
2
 
3
 
4
))

===>
 
#t

(
null?
 
'
)

===>
 
#t

```

## Pregled standardnih formi i procedura jezika
Jezik je formalno definisan standrardima R5RS (1998) i R6RS (2007). Tu su opisane standardne forme za pisanje programa, kao i standardne procedure jezika.

### Standardne forme
Naredna tabela opisuje standardne forme jezika Scheme. Neke od formi se pojavljuju u više od jednog reda, iz razloga što neke forme imaju višestruku funkciju primene u jeziku, te se ne mogu jednoznačno klasifikovati. 

Forme obeležene sa "B" u tabeli predstavljaju izvedene "bibliotečke" forme koje su zapravo definisane pomoću nekih drugih, osnovnijih formi. Uglavnom su implementirane kao makroi.
| Svrha                | Forme          |
| -------------------- | -------------- |
| definisanje          |                |
| povezivanje          | (B), (B)       |
| uslovni izrazi       | (B), (B)       |
| sekvenca             | [ ж ]          |
| iteracija            | (B), (B)       |
| sintaksna proširenja | (R5RS), (R6RS) |
| navođenje            |                |
| dodela               |                |
| odloženo izvršavanje | (B)            |

### Standardne procedure
Naredne dve tabele prikazuju standardne procedure definisane R7RS standardom. Standard R6RS je mnogo obimniji i rezime ove vrste ne bi bio tako praktičan i reprezentativan. Neke standardne procedure se pojavljuju u više od jednog reda, iz istog razloga kao kod standardnih formi.
| Svrha                              | Procedure            |
| ---------------------------------- | -------------------- |
| osnovni konstrukti                 |                      |
| predikati za proveru jednakosti    |                      |
| konverzije tipova podataka         |                      |
| numeričke procedure                | vidi sledeću tabelu  |
| stringovi                          |                      |
| karakteri                          |                      |
| vektori                            |                      |
| simboli                            |                      |
| liste i uređeni parovi             |                      |
| predikati za proveru tipa          |                      |
| prekidanje i nastavljanje programa |                      |
| okruženje                          | (opciono)            |
| ulaz/izlaz                         | (opciono), (opciono) |
| sistemski interfejs                | (opciono), (opciono) |
| odloženo izvršavanje               |                      |
| funkcionalno programiranje         |                      |
|                                    |                      |

Stringovske i karakterske procedure koje sadrže "-ci" u svom nazivu vrše poređenja koja ne prave razliku između malih i velikih slovnih karaktera.
| Svrha                         | Procedure        |
| ----------------------------- | ---------------- |
| osnovni aritmetički operatori |                  |
| relacioni operatori           | <, <= , >, >=, = |
| maksimum i minimum            |                  |
| zaokruživanje brojeva         |                  |
| racionalni brojevi            |                  |
| kompleksini brojevi           |                  |
| predikati za proveru tipa     |                  |
| tačnost brojeva               |                  |
| raznovrsni predikati          |                  |
| trigonometrijske funkcije     |                  |
| eksponencijalne funkcije      |                  |
| ulaz/izlaz                    |                  |

## Napomene
1. ↑  U nekim implementacijama se koristi true i false, umesto #t i #f
2. ↑  Prefiks za dekadni je #d, ali se on podrazumeva pa ga nije potrebno navoditi.
3. ↑  Ako je niska (vektor) nepromenljiva, ove funkcije neće raditi.
4. ↑  U nekim implementacijama: modulo
5. ↑  U definiciji jezika se ne pravi razlika između malih i velikih slova prilikom pisanja rezervisanih reči i ugrađenih funkcija. Međutim, neke implementacije zahtevaju korišćenje malih slova.
6. ↑  U oba slučaja, broj cifara se može razlikovati od prikazanog.
7. ↑  else klauza je opciona.
8. ↑  Kljucna rec begin za obeležavanje sekvence (bloka) naredbi je definisana u standardu R5RS, ali ne i u standardu R6RS.

## Literatura
- History_of_the_Scheme_programming_language
- Званични веб-сајт